# Tobipuranga chlorogaster
Tobipuranga chlorogaster är en skalbaggsart som först beskrevs av Aurivillius 1910.  Tobipuranga chlorogaster ingår i släktet Tobipuranga och familjen långhorningar. Inga underarter finns listade i Catalogue of Life.